# Barbula afrofontana
Barbula afrofontana är en bladmossart som beskrevs av Brotherus 1924. Barbula afrofontana ingår i släktet neonmossor, och familjen Pottiaceae. Inga underarter finns listade i Catalogue of Life.